# Пингаррон, Габриэль
Габриэль Пингаррон (исп. Gabriel Pingarron) (26 марта 1946) — мексиканский актёр и мастер дубляжа.

## Биография
Родился 26 марта 1946 года. В мексиканском кинематографе дебютировал в 1989 году, дебютировал ярко, снявшись в роли наёмного убийцы Хермана в культовом телесериале Моя вторая мама, и с тех пор снялся в 18 работах в кино и телесериалах, параллельно с актёрской карьерой увлёкся дубляжом и озвучивал очень многих зарубежных актёров.

## Фильмография

### Избранные телесериалы
- 1989 — «Моя вторая мама» — Херман.
- 1990 — «Я покупаю эту женщину» - Сервандо.
- 1993-94 — «Жара в Акапулько» — Диего.

## Дубляж

### Зарубежные актёры, говорившие голосом Габриэля Пингаррона
- Марлон Брандо
- Жан-Клод Ван Дамм
- Роберт Де Ниро
- Бен Кингсли
- Томми Ли Джонс
- Майкл Дуглас
- Малкольм Макдауэлл
- Джек Николсон
- Ник Нолт
- Гэри Олдмен
- Роберт Патрик
- Курт Рассел
- Роберт Редфорд
- Микки Рурк
- Питер Фонда
- Харрисон Форд
- Энтони Хопкинс
- Дастин Хоффман
- Сэм Шепард